# Kostel svatého Prokopa (Chyšky)
Kostel svatého Prokopa v Chyškách je římskokatolický farní kostel, nachází se na vyvýšeném místě ve středu obce Chyšky na Písecku v Jihočeském kraji. Za kostelem se nachází obecní hřbitov.

## Historie

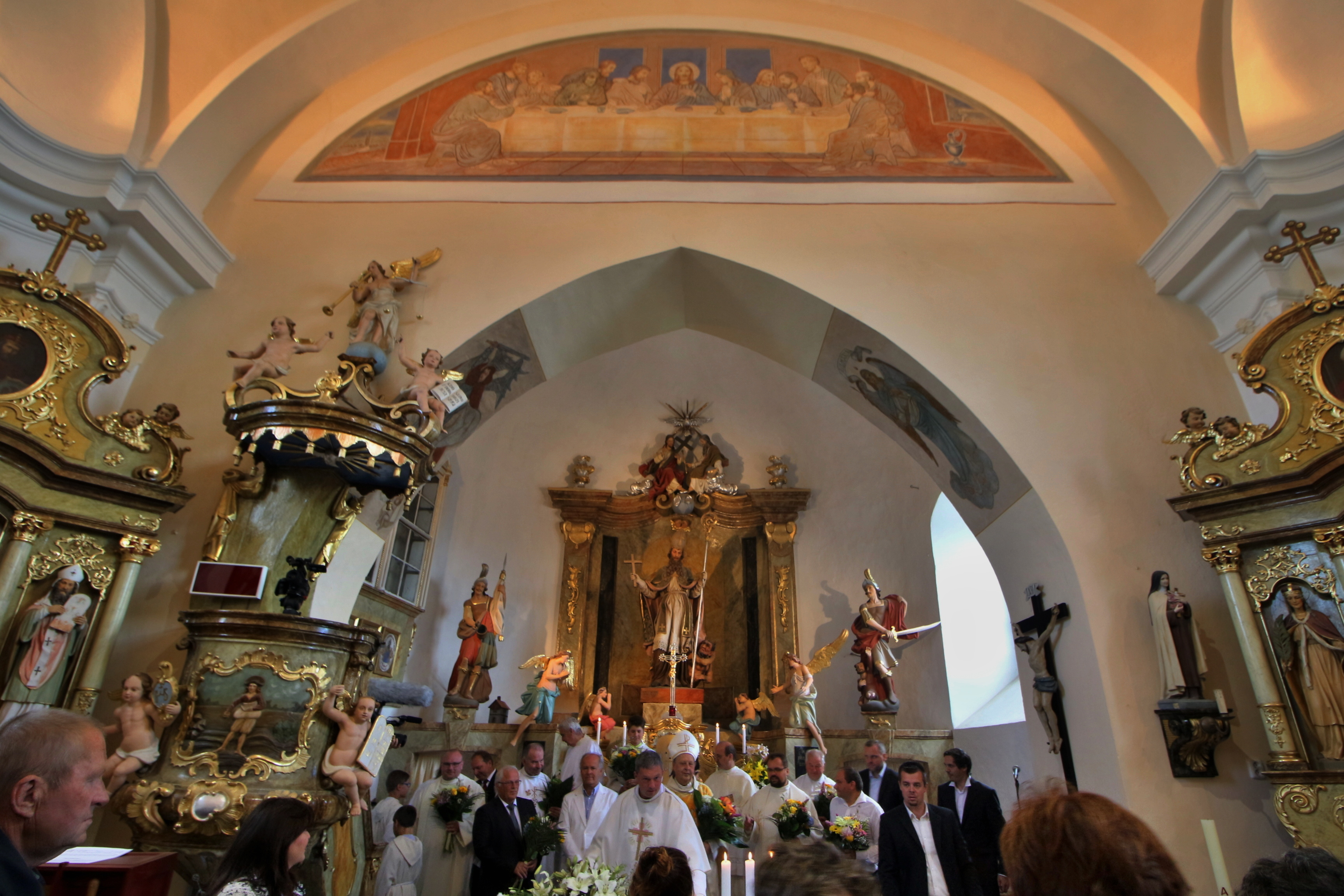
Interiér kostela

### Nejstarší dějiny
Původní románský kostel v Chyškách byl založen pány z Rožmberka a společně s farou je nejstarší částí obce. V listině děkanátu vltavského je kostel připomínán již v roce 1350. Roku 1365 byl povýšen na farní.
V době husitských válek zdejším krajem táhli husité na milevský klášter a v roce 1420 kostel vypálili, kněze vyhnali a způsobili další značné škody na rožmberském majetku. Z kostela zůstal pouze románský klenutý presbytář ve tvaru apsidy.
Součástí kostela je původní kaple Svaté Trojice z roku 1610, kterou nechal vystavět Jindřich Doudlebský z Doudleb. Kaple slouží jako současná sakristie.
Kostelní loď byla postavena roku 1678. Roku 1708 kostel i s věží vyhořel, ale byl brzy obnoven. V roce sem byl po svém vysvěcení jako duchovný správce vyslán strahovský premonstrát Siard Nosecký, významný barokní malíř. V roce 1775 byl kostel opět zničen požárem a obnoven. Věž byla znovu postavena roku 1788.

### 20. století a současnost
V roce 1904 byl starý hlavní oltář z roku 1769 společně s bočními oltáři nahrazen novým. Na hlavním oltáři je dřevěná socha patrona havířů svatého Prokopa z roku 1946.

### Nové varhany

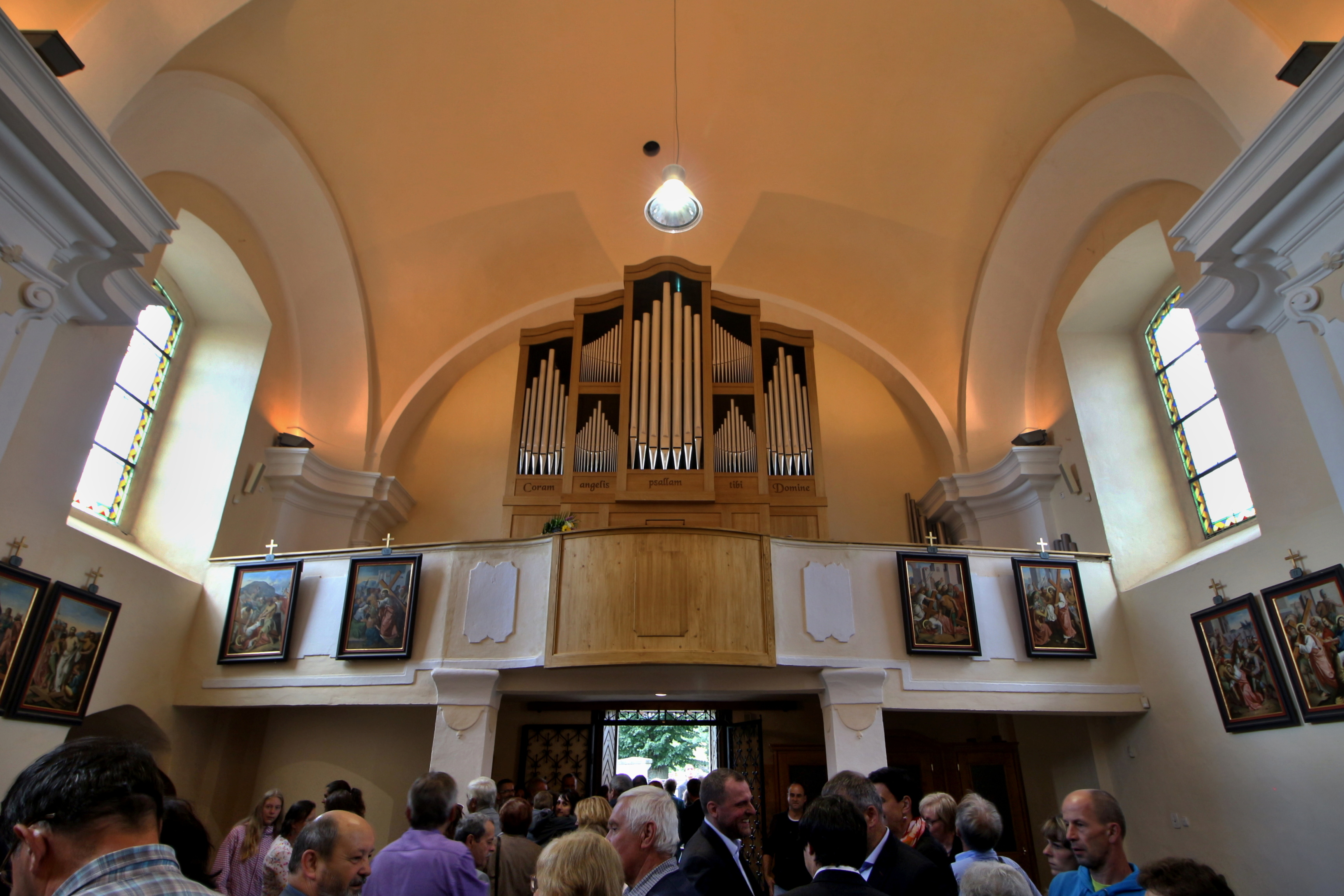
Nové varhany v kostele z roku 2018.

Od roku 2009 probíhala kostelní sbírka pod názvem „Nové varhany pro Chyšky“. V neděli 1. července 2018 byly slavnostně posvěceny nové varhany od italského varhanáře Giovanniho Pradelly. Nástroj má 958 píšťal (symbolizující přibližný počet obyvatel farnosti), 2 manuály a pedál, 14 rejstříků.